# Forn de pega de la Casa Semís
El Forn de pega de la Casa Semís és una obra de Sant Mateu de Bages protegida com a Bé Cultural d'Interès Local.

## Descripció
Els forns de pega solen aprofitar els vessants de la muntanya i es troben atrinxerats seguint el pendent. D'aquesta manera s'estalvia feina a l'hora de construir-los i s'afavoreix que el quitrà i la pega flueixin de manera natural de les parts superiors a les inferiors. Això fa que moltes vegades gairebé només són visibles els forats del pou i l'olla, que es troben excavats en el terreny. En el cas del forn del Semís, tot i trobar-se a la part inferior del vessant, hi ha un parament de pedra seca força important i visible.
El forn s'ha anat malmetent a causa d'alguns impactes naturals i el pas del temps.

## Història
El mas del Semís pertany a Coaner. El terme de Coaner el trobem documentat des de l'any 960. L'any 1857 va ser unit a Sant Mateu de Bages. Des de 1284 tenim documentació abundant del mas del Semís. Fins a 1385 apareix sempre com el mas "des Semirs". A partir de 1559 ja el trobem sempre cin ak nas "del Semís". El nom original dels Emirs és un nom certament evocador de l'època de domini musulmà.
El forn de pega del Semís es troba atrinxerat en un dels vessants sud de la serra de Torribalta, gairebé al fons de la vall, a uns 50 metres de la llera de la riera de Coaner.